# 水龙吟 (电视剧)
《水龍吟》（英語：Whispers of fate）改編自藤萍小說《千劫眉》的中國大陸玄幻武俠電視劇，由陳宙飛執導，罗云熙領銜主演。該劇於2023年12月2日橫店開機，2024年4月24日殺青。

## 概念[來源請求]
劇中主角唐儷辭（羅雲熙 飾）來自的“異境”，採用了宋代《太平廣記》第四百五十五卷，狐龍傳奇與劇本相結合，用驪山的神秘色彩融合打造出中國玄幻傳說的基底。

全劇的場景、妝造，廣泛運用了華夏千年歷史文化，劇中按地域文化劃分，不同門派都將按當地的文化風情設計。

其中運用到神州大陸地圖中的古文化有四：古樸的燕趙文化（農耕）、沈穩的河洛文化（今洛陽市）、綺麗的巴蜀文化（三大古文化之一）、詩情畫意的江南文化。

選用不同朝代的服裝相結合，其中運用的朝代服裝風格有四：大氣的殷商服飾、氣勢雄厚的漢朝服飾、簡約素雅的宋朝、繁複的明朝飛魚服。

將不同的文化與各朝代的服飾相互融合，其中含括唐儷辭（羅雲熙 飾）所創立的萬竅齋、師門周睇樓，後續隨著唐儷辭遊走江湖，落魄十三樓、劍王城、碧落宮、中原劍會、金葉寺、風流店，一步步解鎖神州大陸的地圖，用以展現主角心境變化與成長，更是傳遞中國千年的歷史文化美學。

劇中更使用儒釋道（三教）中《莊子.大宗師》遊方內外、《孟子·盡心上》兼濟天下，作為劇中武俠俠義精神的核心，與現實不完美的社會景象兩者互相碰撞，產生不一樣的獨特氣質。

文化傳承與創新、現實與傳說相結合，打造出全新的玄幻武俠世界。

## 劇情簡介
來自於異境的唐儷辭（羅雲熙 飾），師從周睇樓，後為隱居世外的國舅之子，在被構陷其涉及一滅門案，被迫捲入江湖紛爭之中。

## 播出時間
| 頻道     | 所在地   | 日期 | 時間 | 備註 |
| 湖南卫视 | 中国大陆 |      |      |      |
| 芒果TV   | 中国大陆 |      |      |      |
| 咪咕视频 | 中国大陆 |      |      |      |
| 移动高清 | 中国大陆 |      |      |      |

## 演员列表

### 主要演員
| 演員   | 角色   | 介紹                                                                                           |
| 羅雲熙 | 唐儷辭 | 當朝國公為其義父，是身份尊貴富可敵國的國舅。創立萬竅齋，師從周睇樓，方周、傅主梅、柳眼的師弟。 |

### 其他演員
| 演員   | 角色     | 介紹 |
| 肖順堯 | 沈郎魂   | 唐儷辭僱用的保鑣 |
| 敖子逸 | 池雲     | 唐儷辭的書僮 |
| 林允   | 阿誰     | |
| 包上恩 | 鍾春髻   | 雪線子之徒 |
| 陳瑤   | 西方桃   | 神秘组织“七花云行客”之一 |
| 徐正溪 | 鬼牡丹   | 神秘组织“七花云行客”的创始人，以“一阙阴阳”的名号位列榜首。习武林罕见的诡秘神功鬼相大法和屍傀阴功，为成神功不惜以肉身植机关暗器，更有一只会说话的傀儡随身。 |
| 王以綸 | 方平齋   | 神秘组织“七花云行客”之一，黄衣红扇，自称“无忧无虑”方公子，真实身份撲朔成谜，与情报暗杀组织落魄十三楼还有先朝皇室渊源颇深。神机妙算却深陷执念中，而此番执念也让他自詡一窥天道，为了捕捉那一丝关于“神”的蘊意，繼而找上往生谱持有者唐俪辭。                                                               |
| 於散   | 梅花易数 | 神秘组织“七花云行客”之一 |
| 王一钧 | 狂蘭無行 | 神秘组织“七花云行客”之一 |
| 修庆   | 余泣鳳   | 劍王城城主，余負人之父。 |
| 謝彬彬 | 余負人   | 剑王城黑骑首领，人称“青冠文剑”。是十载难逢的剑术天才，青珞剑出鞘化焱凰吐燎原之火。渴望得到剑王城主余泣凤认可，当父亲神一般的形象崩場，他不得不在仇恨与正义的彷徨中独自探寻新的前路。与唐俪辞因剑王城巔毁结怨，在殺死唐俪辞还是追随唐俪辞的抉择中最终继承剑心。                                         |
| 陈国良 | 施庭鹤   | |
| 李家豪 | 古溪潭   | |
| 钟雷   | 江飞羽   | 江城之父 |
| 卢星宇 | 江轻羽   | |
| 鄧孝慈 | 江城     | 江飛羽之子 |
| 薛八一 | 风传香   | |
| 白澍   | 雪线子   | 鐘春髻的師父，唐儷辭友人。 |
| 崔鹏   | 杨尚清   | |
| 侯桐江 | 方丈     | |
| 杨仕泽 | 普珠     | “禪武合一”天淨閣唯一俗家弟子，先朝太子，繼承“旃檀般若”羅摩祖師無相神功與七十二門絕技，手持金剛降魔杵，所為皆是鎮惡除魔、滌蕩不平之事，江湖人尊稱“普珠先生”。內心始終有柔軟的一隅，留給一抹亦正亦邪的緋紅倩影。                                                                                         |
| 邱心志 | 邵延平   | |
| 邓靖弘 |          | |
| 王子睿 |          | |
| 張峻寧 | 方周     | 唐儷辭的大師兄。 “七弦正音”周睇樓樓主，擅古琴“無弦天羲”，名動天下。江湖禍起，與當世七大高手配合斬殺禍首陰陽法王於天都峰。於驪山華清池撿到唐儷辭，將其收入門下，與傅主梅，柳眼同為周睇樓弟子。後因故身亡，導致唐儷辭與柳眼的仇怨。                                                                      |
| 夏之光 | 傅主梅   | 唐儷辭的二師兄。 其性格耿直跳脫，卻總能一語叫人破防，他對音律缺乏天賦，憑心智之堅繼承周睇樓最難修煉的「九韶夔吼」之鼓；對天下第一並無追求，卻在神話級高手御梅主臨死之際得到御梅刀傳承，成為第五代御梅主，卻隱於市井一角，做一名簡單的廚子。 曾經也因誤會唐儷辭而傷害過他。                             |
| 方逸伦 | 柳眼     | 唐儷辭的三師兄。 風流店之主，周睇樓三弟子，少時乃醫蠱名門夷族少主，長於音律，猶擅琵琶，一把“雷音忽律”，神殺鬼愁。因“毒絕、蠱絕、琴絕”少時即以“三絕一聖”成名。體質特殊，能以身飼蠱的萬靈蠱身。周睇樓血案發生後曾將唐儷辭割喉投入水井，四年後化身 “黑衣琵琶客”行走世間，欲向曾經的摯友兼師弟唐儷辭復仇。 |
| 李沐妍 | 白素车   | 風流店成員，柳眼的手下。清靈高挑，氣質疏離，一腔孤勇不輸男子，人稱“明月天衣”。 自慘遭滅門後便消跡江湖，後加入風流店。常以白紗覆面，殺伐果斷極善兵不血刃，憑一把斷戒刀劈開獨屬自己的道路。能喚起她內心一絲觸動的唯有與池雲的一紙舊婚約。                                                                |
| 劉昱晗 | 草無芳   | 風流店成員，柳眼的手下。 |
| 劉昱晗 | 花无言   | 風流店成員，柳眼的手下。 |
| 姜貞羽 | 紅姑娘   | 風流店成員，柳眼的手下。 |
| 常华森 | 宛郁月旦 | 碧落宮第四十三代宮主，江湖第三大勢力“護龍一族”宛郁家家主。善落梅為卦、觀雲望氣，雙目幾近失明卻能一窺天機、看透世事。 有一顆逐鹿中原的野心，韜光養晦等待能助流放至西域雪原的碧落宮回歸江湖的契機。 |
| 秦晓轩 | 碧涟漪   | 碧落宮第一高手，宛郁月旦的護衛。 |
| 艾米   | 水多婆   | |
| 娃尔   | 尉迟忽   | |
| 王柏安 | 清蝉娘子 | |
| 杜雨宸 | 余玄清   | |
| 张杍涵 |          | |
| 朱钧正 | 小石     | |
| 张芷溪 |          | |

## 原著小說
| 出版時間     | 書籍名稱   | 作者 | 出版社       | 國際標準書號       |
| ------------ | ---------- | ---- | ------------ | ------------------ |
| 2009年7月1日 | 《千劫眉》 | 藤萍 | 萬卷出版公司 | ISBN 9787807599906 |

## 制作
- 2023年11月11日，該劇公佈主演，同日，該劇發佈概念海報、主創人員及播出平台。[4]
- 2023年12月2日，該劇舉行開機儀式。[5]
- 2023年12月27日，該劇發佈男主羅雲熙出道慶賀視頻，首次公佈劇中設計理念、實體佈景與男主多套妝造。

## 外部連結
- 電視劇《水龍吟》官微的新浪微博
- 豆瓣电影上《水龙吟》的資料 （简体中文）